# Doenitzius pruvus
Doenitzius pruvus är en spindelart som beskrevs av Ryoji Oi 1960. Doenitzius pruvus ingår i släktet Doenitzius och familjen täckvävarspindlar. Inga underarter finns listade i Catalogue of Life.